# Sean Welch (Filmproduzent)
Sean Welch (* 1965) ist ein Filmproduzent.

## Karriere
Welch begann seine Filmkarriere 1995 als Produktionsassistent bei Crimson Tide – In tiefster Gefahr von Tony Scott. Bereits 2002 bei seinem nächsten Film Spellbound mit Regisseur Jeffrey Blitz gelang ihm ein großer Erfolg. Der Film wurde bei einigen Festivals gezeigt, gewann einen Emmy und wurde 2003 für den Oscar in der Kategorie Bester Dokumentarfilm nominiert. In der Doku geht es um den amerikanischen Buchstabierwettbewerb „Spelling Bee“, wobei in der Kritik hervorgehoben wurde, dass die Kinder weder zum Gespött gemacht, noch glorifiziert werden. Eine Schwierigkeit war, die Zustimmung der Eltern zu erhalten, weshalb einige Kinder in der Kinofassung nicht zu sehen sind. Welch und Blitz machten Schulden, um den Film zu finanzieren und konnten erst beim Toronto International Film Festival einen Verleiher finden.
Im Jahr 2007 arbeitete er erneut mit Blitz zusammen, woraus die Filmkomödie Rocket Science entstand, die für den Independent Spirit Award nominiert wurde. Schließlich veröffentlichten die beiden 2010 den Dokumentarfilm Lucky über Gewinner und Verlierer der US-amerikanischen Lotterie. Im selben Jahr produzierte Welch ein Video über die Herkunft der DC Comics.

## Filmografie (Auswahl)
- 2002: Spellbound
- 2007: Rocket Science
- 2010: Lucky
- 2010: Secret Origin: The Story of DC Comics (Video)

## Auszeichnungen
- 2002: IDA-Award-Nominierung in der Kategorie Bester Dokumentarfilm für Spellbound
- 2003: Oscar-Nominierung in der Kategorie Bester Dokumentarfilm für Spellbound
- 2004: Emmy Award in der Kategorie Outstanding Cultural & Artistic Programming - Long Form für Spellbound
- 2004: OFTA-Award-Nominierung in der Kategorie Bester Dokumentarfilm für Spellbound
- 2008: Independent-Spirit-Award-Nominierung in der Kategorie Bester Erstlingsfilm für Spellbound